# Ludmiła Anokina
Ludmiła Grigorjewna Anokina (ros. Людми́ла Григо́рьевна Ано́кина; ur. 21 listopada 1920, zm. 13 czerwca 2012) – lekkoatletka specjalizująca się w rzucie oszczepem, która reprezentowała Związek Radziecki.
W 1946 roku zdobyła srebrny medal mistrzostw Europy osiągając wynik 45,84.